# Manifesto Anti-Dantas
O Manifesto Anti-Dantas e por extenso é um texto da autoria de José de Almada Negreiros, publicado em 1915 por ocasião da estreia da peça de teatro Soror Mariana Alcoforado de Júlio Dantas.
Em 1915 foi publicado o segundo número da Revista Orpheu, marco inicial do Modernismo em Portugal, onde participaram nomes como Fernando Pessoa, Mário de Sá-Carneiro, Santa-Rita Pintor e Armando Côrtes-Rodrigues. Todavia, a sua novidade, o seu arrojo, a sua ousadia tanto na produção literária como pictórica, causou escândalo junto da burguesia lisboeta conservadora. Entre os muitos opositores ao movimento estava o médico e escritor Júlio Dantas, cuja crítica aos vanguardistas foi feroz. Através deste manifesto, Almada reagia publicamente, utilizando Júlio Dantas como símbolo das posições mais retrógradas. 
Almada escreve com veemência: "BASTA PUM BASTA! UMA GERAÇÃO, QUE CONSENTE DEIXAR-SE REPRESENTAR POR UM DANTAS É UMA GERAÇÃO QUE NUNCA O FOI! É UM COIO D'INDIGENTES, D'INDIGNOS E DE CEGOS! É UMA RÊSMA DE CHARLATÃES E DE VENDIDOS, E SÓ PODE PARIR ABAIXO DE ZERO! ABAIXO A GERAÇÃO! MORRA O DANTAS, MORRA! PIM!". 